# 素达拉·杰育那攀
素达拉·杰育那攀坤英（皇家轉寫：Sudarat Keyuraphan，發音：[sù(ʔ).dāː.rát kēː.jú(ʔ).rāː.pʰān]；1961年5月1日—），泰国的政治家。

## 經歷

### 早年
杰育那攀的乳名挼誒（皇家轉寫：Noi，發音：[nɔ̀ːy]），籍貫與那空叻差是瑪府呵叻府治區的第三代客家後裔泰國人，但在曼谷出生和成長。他的父親送彭·杰育那攀曾經任职眾議院。他分别在約瑟夫僧院學校、朱拉隆功大學學士及碩士畢業，朱拉隆功佛教大學博士畢業。

### 政治生涯
杰育那攀1992年在1992年3月泰國眾議院選舉擔任立法院人員，在黑五月之變後，攢龍·襲蒙少將辭去副總理，此時許多政黨重選領袖，而塔克辛擔任佛法力黨政黨領袖，杰育那攀為塔克辛的左右手。
在1998年她跟塔克辛辭退佛法力黨職務並建立泰愛泰黨。在2001年泰國眾議院選舉獲得500個國會席次中的248席。
杰育那攀獲得過朱拉隆功勳章，因此泰國媒體便慣稱她為坤英挼誒（跟英式的爵士相同）或者挼誒姐（因為他有華人血統）。
2006年泰國軍事政變後，杰育那攀被政治禁制五年，後活躍於佛教圈，直到2018年取得博士學位後才重返政治圈。
2019年，素達拉帶領為泰黨參加眾議院選舉，並成為最大黨，選後更與其他民主派政黨組成聯盟，佔眾議院超過一半議席，但由於參議院250席全部由軍方委任，結果與總理一職失之交臂。
2021年，素達拉脫離為泰黨，成立泰建泰黨。

## 個人生活
杰育那攀跟房地產企業家Somyot Leelapanyalert結婚，有兩個兒子和一個女兒，泰國媒體稱他的女兒作灰姑娘